# Castle Crags
Castle Crags est un site naturel, en Californie (États-Unis).

## Histoire

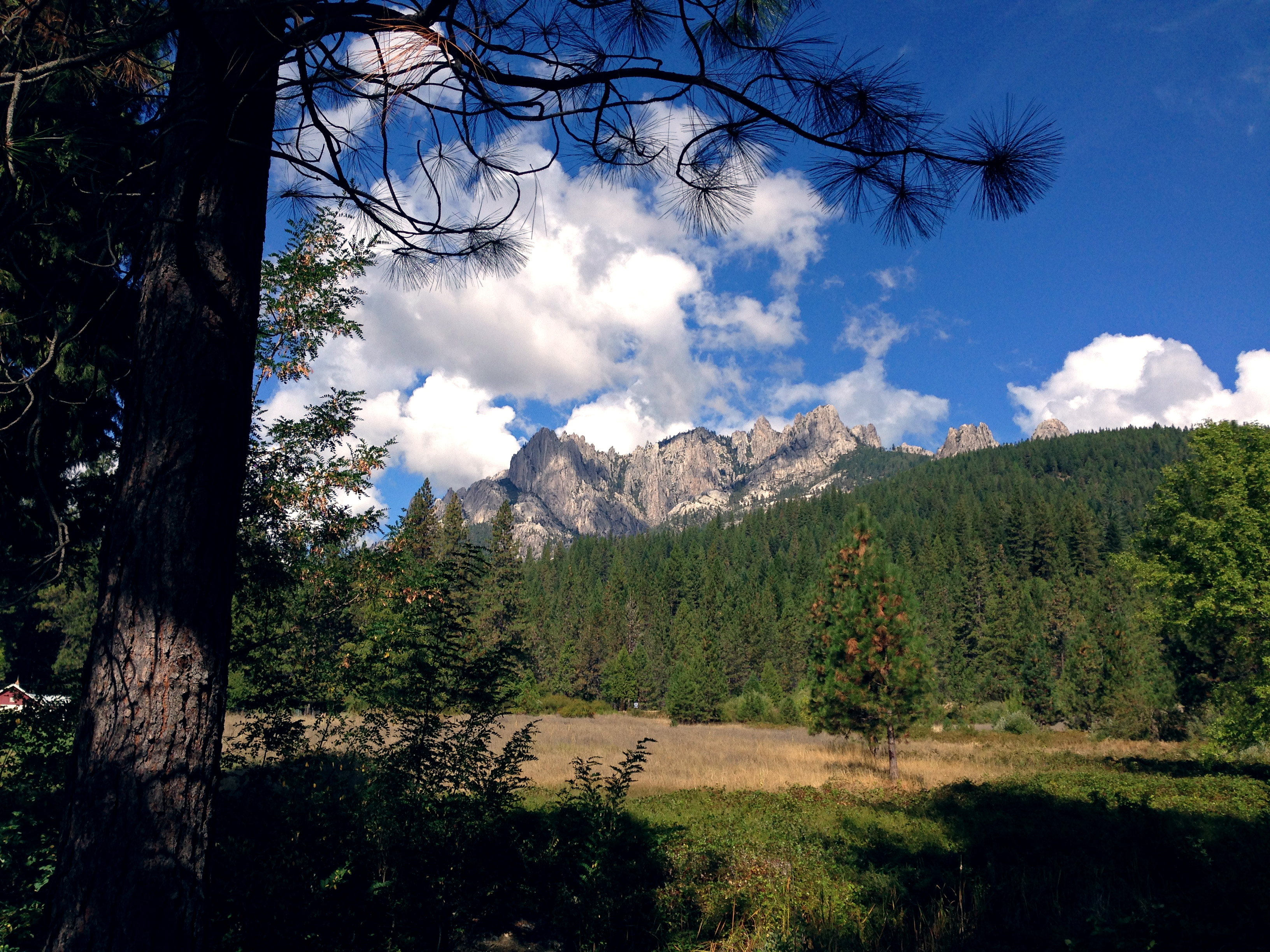
Vue depuis l'Interstate 5.

Les Autochtones connaissaient l'existence d'une source minérale dans le Castle Crags Wilderness (en) connu aujourd'hui comme Castle Rock Mineral Spring et qui alimente la rivière Sacramento. La source fut consolidée dans les années 1930 par un ouvrage du Civilian Conservation Corps.

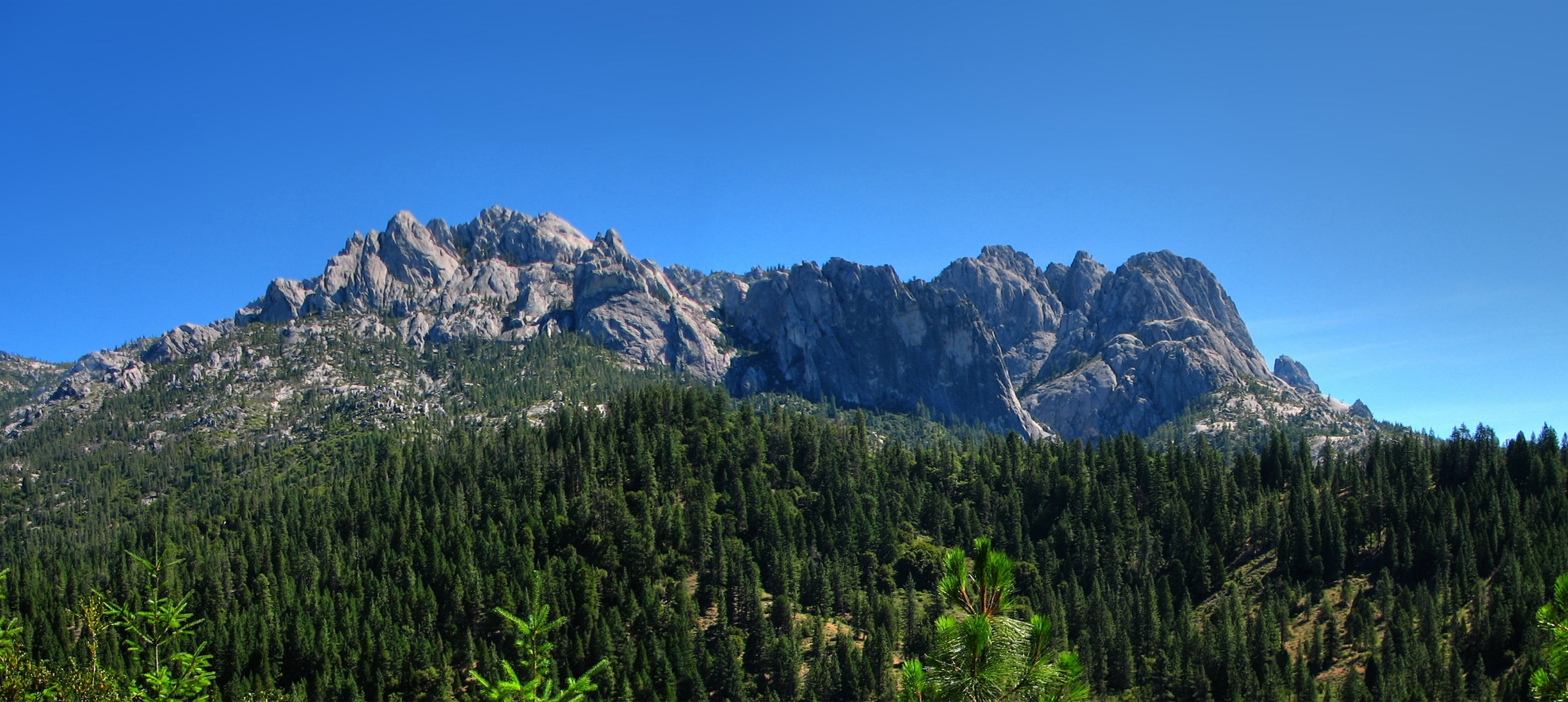
Vue panoramique depuis l'intérieur du parc.